# گابریل مانگابیرا
گابریل مانگابیرا (به انگلیسی: Gabriel Mangabeira) (زادهٔ ۳۱ ژانویهٔ ۱۹۸۲) شناگر اهل برزیل است.